# جون إيوارت
جون إيوارت (بالإنجليزية: John Ewart)‏ هو طبيب وجراح نيوزيلندي، ولد في 14 مايو 1858، وتوفي في 5 أغسطس 1939.